# 大阪市立東中本小学校
大阪市立東中本小学校（おおさかしりつ ひがしなかもとしょうがっこう）は、大阪府大阪市東成区にある公立小学校。敷地内に大阪市立東中本幼稚園を併設する。

## 沿革
1937年に大阪市中本第三尋常小学校（現在の大阪市立中浜小学校）から分離開校した。1950年代・1960年代には体育教育の研究・指導に力を入れていた。
またかつては、校区内にあった大阪市立小児保健センター（大阪市立総合医療センターとして統合したため廃止）に院内学級を設置していた時期もあった。
- 1937年10月1日 -  大阪市立東中本尋常小学校として開校。
- 1941年4月1日 - 国民学校令により、大阪市立東中本国民学校に改称。
- 1944年9月10日 - 奈良県磯城郡田原本町に集団疎開。
- 1947年4月1日 - 学制改革により、大阪市立東中本小学校に改称。
- 1958年3月11日 - 保健体育の指導研究で、文部省・日本体育指導者連盟から表彰。
- 1963年5月4日 - 大阪市教育委員会より、体育科の研究校に指定される。
- 1965年4月1日 - 大阪市立東中本幼稚園を併設。
- 1969年5月1日 - 養護学級開設。
- 1979年
  - 3月1日 - 講堂兼体育館落成。
  - 4月20日 - 大阪市立小児保健センター院内学級を設置。
- 1993年 - 大阪市立小児保健センターの統廃合に伴い、院内学級を廃止（大阪市立総合医療センター院内学級＝大阪市立都島小学校分校へ移管）。

## 通学区域
- 大阪市東成区 中本1-3丁目の全域、中本5丁目の一部。
- 大阪市東成区 東中本1-3丁目の全域。
- 大阪市東成区 大今里1丁目の一部（大阪市立今里小学校との調整区域）。

卒業生は基本的に大阪市立本庄中学校に進学する。

## 交通
- 地下鉄中央線・今里筋線 緑橋駅 南東へ約200m。